# Чистопольє (Пономарьовський район)
Чистопо́льє (рос. Чистополье) — селище у складі Пономарьовського району Оренбурзької області, Росія.

## Населення
Населення — 50 осіб (2010; 85 у 2002).
Національний склад (станом на 2002 рік):
- росіяни — 85 %